# Ліппо Меммі
Лі́ппо Ме́ммі (італ. Lippo Memmi; бл. 1285, Сієна — 1361, там само) — італійський живописець, представник Сієнської школи.

## Біографія
Про життя Меммі відомо дуже мало. Ймовірно, він народився у Сієні, де в основному і працював художником. Меммі приходився зятем Сімоне Мартіні, з яким співпрацював упродовж декількох років. Найбільш відома робота, виконана ним разом — «Благовіщення» (1333, Галерея Уффіці, Флоренція). Полотна художника відрізняє витончений стиль і тонка кольорова гама. Його пензлю належать декілька «Мадонн», а також роботи «Розп'яття» і «Св. Петро», що зберігаються в Луврі.

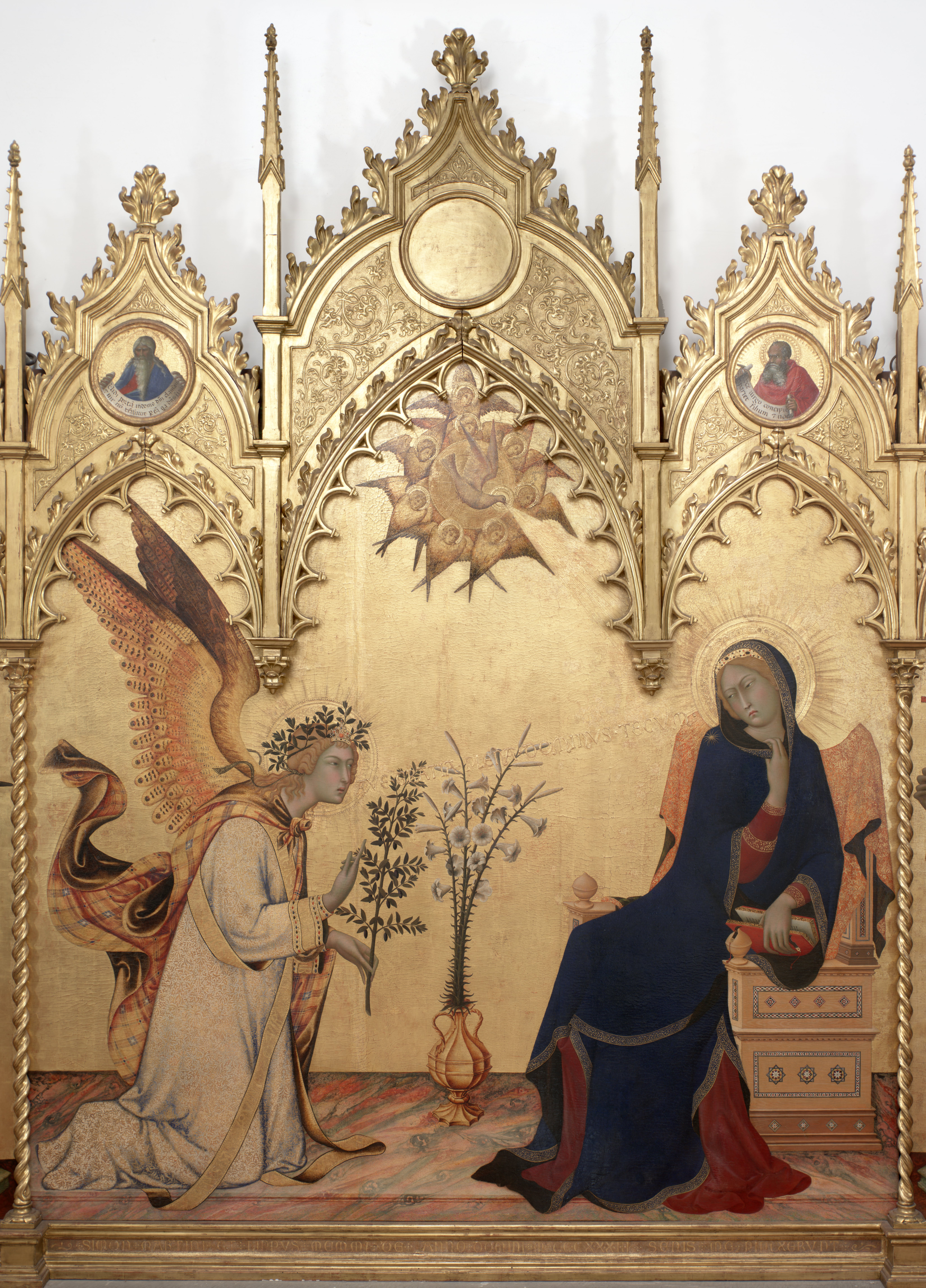
«Благовіщення» (разом з Сімоне Мартіні), бл. 1333, Галерея Уффіці, Флоренція

Меммі був одним з найталановитіших послідовників Мартіні. Його художня манера не була новаторською, але високий рівень майстерності, який він демонстрував, досі залишається причиною суперечок під час атрибуції полотен, що приписуються його учителю. Тим більше що він, як і Мартіні, деякий час працював при папському дворі в Авіньйоні.
Художник помер в Сієні близько 1361 року.